# Krageholmssjön
Krageholmssjön is een meer in de gemeente Ystad in het Zweedse landschap Skåne. 
Het meer ligt op een hoogte van 43 meter boven de zeespiegel en heeft een oppervlakte van 2,18 km². Het meer watert af in de rivier de Svårtån, die uitkomt in de Oostzee. In het meer ligt het biologisch gezien interessante eiland Lybeck. Op dit eiland groeien Vaste Judaspenning en struisvarens. 
Aan de zuidoever van het meer ligt het kasteel Krageholms slot. 